# Patwin
Patwin (Patween) és una llengua ameríndia del grup wintun que es troba seriosament amenaçada. El 2011 hi havia "almenys un parlant de patwin com a primera llengua". Des de 2010 la Nació wintun Yocha Dehe dels patwins (antiga Ranxeria Rumsey) ofereix classes de patwin a l'escola tribal (Dubin 2010).
El patwin té dos (excl. patwin meridional) o tres (incl. patwin meridional) dialectes: "Patwin del riu (o de la pall) es parlava tradicionalment a la vall de Sacramento al comtat de Colusa ... patwin del turó,era parlat a les planures i turons de l'oest."
El patwin meridional es va extingir poc després del contacte. Està molt poc testimoniat, i podria ser una llengua independent del grup wintun meridional (Mithun 1999).
Des del 2012 el Centre Cultural Tewe Kewe de la Nació Wintun Yocha Dehe té "una Col·lecció de Llibres Amerindis de Califòrnia amb una extensiva secció de recerca de llengua i història patwin."

## Fonemes

### Consonants
El patwin té 24 fonemes consonants. En la taula següent, es donen les formes de l'IPA per a cada consonant. És seguit per la forma habitualment més usada en els estudis publicats sobre el patwin, si és diferent de la forma IPA .
|                  |                  | Bilabial | Alveolar  | Alveolar   | Post- alveolar | Palatal | Velar | Glotal |
| central          | Lateral          | Bilabial |           |            | Post- alveolar | Palatal | Velar | Glotal |
| ---------------- | ---------------- | -------- | --------- | ---------- | -------------- | ------- | ----- | ------ |
| Oclusiva         | sonora           | p        | t         |            |                |         | k     | ʔ      |
| Oclusiva         | aspirada         | pʰ       | tʰ        |            |                |         | kʰ    |        |
| Oclusiva         | ejectiva         | pʼ       | tʼ        |            |                |         | kʼ    |        |
| Oclusiva         | sorda            | b        | d         |            |                |         |       |        |
| Nasal            | Nasal            | m        | n         |            |                |         |       |        |
| Fricativa        | Fricativa        |          | s         | ɬ ~ t͡ɬ (ƚ) |                |         |       | h      |
| Africada         | sonora           |          |           | ɬ ~ t͡ɬ (ƚ) | t͡ʃ (č)         |         |       |        |
| Africada         | ejectiva         |          |           | t͡ɬʼ (ƛʼ)   | t͡ʃʼ (čʼ)       |         |       |        |
| Vibrant/Bategant | Vibrant/Bategant |          | r̥ ~ ɾ (r) |            |                |         |       |        |
| Aproximant       | Aproximant       | w        |           | l          |                | j (y)   | w     |        |

- /ʔ/ és un fonema marginal que només es presenta en els límits dels morfemes. La seva distribució no és totalment previsible, però.
- Ejectives i consonants aspirades es produeixen només en la síl·laba inicial.
- Algunes o totes les consonants "alveolar" (centrals i laterals) es descriurien amb més precisió com a consonants alveolars retractades.

### Vocals
El patwin té 10 vocals:
|                | Curta     | Curta | Llarga  | Llarga  |
| Anterior       | Posterior | Front | Back    |         |
| -------------- | --------- | ----- | ------- | ------- |
| Alta (tancada) | i         | u     | iː {i·} | uː {u·} |
| Mitjana        | e         | o     | eː {e·} | oː {o·} |
| Baixa (oberta) | a         | a     | aː {a·} | aː {a·} |

- Les vocals patwin tenen una distinció de longitud simple (curta vs. llarga).
- Totes les vocals són sordes i orals.